# Papelaan (Voorschoten)
De Papelaan (thans Papelaan en Papelaan-West) is een oude transportverbinding tussen Voorschoten en Wassenaar, in Wassenaar Papeweg geheten. De naam is ontleend aan papen uit Voorschoten die in de rooms-katholieke kerk van Wassenaar ter kerke gingen.